# Ville-la-Grand
Ville-la-Grand är en kommun i departementet Haute-Savoie i regionen Auvergne-Rhône-Alpes i sydöstra Frankrike. Kommunen ligger i kantonen Annemasse-Nord som tillhör arrondissementet Saint-Julien-en-Genevois. År 2022 hade Ville-la-Grand 9 196 invånare.

## Befolkningsutveckling
Antalet invånare i kommunen Ville-la-Grand
| Referens: INSEE |